# Яковлевские казармы
Яковлевские казармы (латыш. Jēkaba kazarmas) — сооружение военного назначения, были отстроены в конце XVII века для нужд шведских солдат, призванных защищать северо-восточное направление на город от вторжения врага со стороны акватории Рижского залива. Они обрамляли Цитадель с юга и практически примыкали к элементам системы укреплений Риги, а между ними образовывался узкий проход (ныне — улица Торня). Официальный адрес казарм — улица Торня, 4. Казармы названы по-русски Яковлевскими как перевод названия «казармы Екаба» (солдаты из этих казарм были прихожанами собора Святого Иакова (Екаба)).
Считается, что впервые деревянные казармы были отстроены в 1695 году по рекомендации губернатора Шведской Ливонии Эрика Дальберга. Согласно привилегиям Густава II Адольфа, которые были даны рижанам в 1621 году, сразу после подчинения Риги шведскому королевству горожане были обязаны предоставить шведским военным кров и пищу в случае наступления внеочередных военных действий, что влекло за собой определённый дискомфорт. И только к концу XVII века было решено начать строительство длинного здания казарм.
После взятия Риги войсками Бориса Шереметева в июле 1710 года российский царь Пётр Первый решил снести старые шведские казармы и отстроить новые. Современный вид казарм напоминает новое здание, увидевшее свет во второй половине XVIII века. Именно тогда остро встал вопрос о нехватке жилплощади для солдат городского гарнизона. Здание, достигавшее 237 метров в длину (как и сегодня — самое длинное здание в Старой Риге), было построено в стиле голландского классицизма. Со стороны будущего Бастионного бульвара (ныне бульвар Зигфрида Анны Мейеровица), казармы были прикрыты валом, снесённым во второй половине XIX века, когда Рига утратила статус города-крепости по условиям Парижского мирного договора. Казармы располагались между Яковлевским и Песчаным бастионами, спроектированными Дальбергом в числе других элементов оборонительной системы.
Яковлевские казармы успели послужить резиденцией статистическому бюро, бирже труда, польской школе, а также бюро военных проектов при министерстве обороны СССР. Также в советское время казармы служили учебными помещениями при лётной школе имени советского военачальника командарма второго ранга Якова Ивановича Алксниса.
После обретения Латвией независимости в 1991 году через два года казармы передали в собственность города. Качество здания к тому времени оставляло желать лучшего: потолочные балки прогнили и деформировались, требовалась срочная реставрация. В 1995 году строительная фирма при Рижской думе Rigas nami объявила конкурс по реорганизации казарм. Победила компания InterSourceBaltic, Ltd, которая приступила к работам по благоустройству памятника военной эпохи. Известно, что стоимость проекта превысила $6 млн. Абсолютное большинство несущих конструкций и потолочных перекрытий были заменены полностью, декоративная отделка здания выполнена заново. 4 апреля 1997 года состоялось торжественное открытие успешно отреставрированных казарм. В настоящее время из значимых учреждений в казармах располагаются Американская торговая палата и дипломатические представительства латвийских городов. Именно поэтому к 2002 году был несколько видоизменён боковой фасад, на котором в настоящее время можно лицезреть изображения гербов всех латвийских городов, имеющих свои представительства в учреждении.